# Атанасиос Бекярис
Атанасиос Бекярис (на гръцки: Αθανάσιος Μπεκιάρης) е виден гръцки спортист от първата половина на XX век.

## Биография
Роден е в 1904 година в сярското село Копач, тогава в Османската империя, днес Верги, Гърция. Още като малък се присъединява към серския силогос „Орфей“. Става състезател по бягане и печели много златни медали на гръцки състезания и Балканиади, като бяга предимно на дълги разстояния - 5000 и 10000 метра. На Деветите летни олимпийски игри в Амстердам през 1928 година е пръв на 10000 метра с 35΄ 31΄΄, 1/3. Името му носи улица в Сяр.